# 게이초 사절단
게이초 사절단(일본어: 慶長遣欧使節 게이초 겐오 시세쓰[*])은 1613년 일본 에도 시대 당시 센다이번의 번주 다테 마사무네가 스페인에 파견한 사절단으로, 1613년 10월 28일 출항했으며 아카풀코, 멕시코시티, 아바나를 거쳐 1614년 10월 5일 스페인 남부를 거쳐, 12월 20일 마드리드에 도착했다. 그들은 외교와 무역, 종교의 측면에서 목적을 가지고 막부의 허가를 받아 파견되었다. 그들이 유럽으로 출발한 직후 일본에서는 쇄국정책이 시행되어 이후 250여년간 유사한 다른 사절단이 더 이상 파견되지 않았다. 이 사절단은 하세쿠라 스네나가가 이끌었으며 그는 로마에서 시민권과 작위를 수여받았다. 일본 사절단은 유럽에서 환대를 받으며 시찰을 하였다.

## 관련 유물
2013년 유네스코는 게이초 사절단과 관련된 자료를 세계문화유산으로 지정하였다. 이는 두 부분으로 나뉘어 있는데, 하나는 7년 동안의 여행을 마친 사절단이 귀국할 때 일본에 가지고 하세쿠라 쓰네나가의 로마시 공민증서, 쓰네나가의 초상화 그리고 교황 바오로 5세의 초상화이다. 다른 한 부류는 스페인의 기록보관소 두 곳에 보관되어 있는 사절단과 관련된 94점의 문헌 자료이다. 여기에는 하세쿠라 쓰네나가가 스페인 국왕에게 쓴 여러 편의 편지, 스페인과 로마 체류에 관한 상세한 기록 등이 포함되어 있다.

## 같이 보기
- 덴쇼 소년사절단
- 이와쿠라 사절단